# Lasioglossum musculoides
Lasioglossum musculoides é uma espécie de insetos himenópteros, mais especificamente de abelhas pertencente à família Apidae.
A autoridade científica da espécie é Ebmer, tendo sido descrita no ano de 1974.
Trata-se de uma espécie presente no território português.